# Ben Affleck
Benjamin Géza Affleck-Boldt (Berkeley, 15 de agosto de 1972), conocido simplemente como Ben Affleck, es un actor, director, productor y guionista estadounidense. Apoyado por su madre, inició su carrera como actor infantil de documentales educativos y después apareciendo en varias películas dirigidas por Kevin Smith, entre estas Mallrats (1995) y Chasing Amy (1997). Comenzó a ganar notoriedad dentro de la industria del cine tras protagonizar y escribir el guion de Good Will Hunting (1997), película que obtuvo la aclamación crítica y le valió, entre otros premios, el Óscar al mejor guion original.
Affleck comenzó a ser uno de los actores más prominentes del cine hacia 1998 al protagonizar exitosas películas en taquilla como Armageddon (1998), Shakespeare in Love (1998), Pearl Harbor (2001) y The Sum of All Fears (2002). Sin embargo, su carrera comenzó a sufrir un declive a partir de 2003 debido a sus problemas de adicción al alcohol y el interés de la prensa en su vida personal, agravado además por películas que fracasaron en crítica y taquilla, entre estas Daredevil (2003), Gigli (2003), Jersey Girl (2004) y Surviving Christmas (2004). Por ello, aunque aún actuaba en varias producciones, decidió emprender una carrera como director y de esta forma dirigió cintas como Gone Baby Gone (2007) y The Town (2010), que le valieron elogios de la crítica. Poco después, protagonizó, dirigió y produjo Argo (2012), que se convirtió en un éxito tanto en crítica como taquilla y ganó el Óscar a la mejor película, además de otorgarle múltiples BAFTA y Globos de Oro.
Posteriormente, protagonizó otras exitosas producciones como Gone Girl (2014) y The Accountant (2016). Asimismo, fue seleccionado para interpretar a Batman en Batman v Superman: Dawn of Justice (2016), Justice League (2017) y Zack Snyder's Justice League (2021). Fuera de su trabajo como actor y director, es el fundador de la empresa productora Pearl Street Films, con la que ha producido películas como Manchester by the Sea (2016) y series como Incorporated. También ha sido un filántropo que ha apoyado a fundaciones que ayudan a niños y personas sin hogar.

## Biografía

### 1972-1989: primeros años y educación
Benjamin Géza Affleck-Boldt nació el 15 de agosto de 1972 en la ciudad de Berkeley, en el estado de California (Estados Unidos). Es el primer hijo del matrimonio entre Timothy Byers Affleck y Chris Anne Boldt; tiene un hermano menor llamado Casey Affleck. Tiene ascendencias inglesa, escocesa, irlandesa y alemana. Su madre era una maestra de primaria formada en la Universidad de Harvard, mientras que su padre era un aspirante a dramaturgo que pasaba la mayor parte de su tiempo sin trabajo y lograba mantener a su familia con empleos esporádicos como corredor de apuestas, carpintero, mecánico, electricista, barman y conserje. Aunque nació en Berkeley, su familia se mudó al pueblo de Falmouth, en el estado de Massachusetts, cuando Affleck tenía tres años de edad. Tuvo una infancia sumamente turbulenta a causa de los graves problemas de adicción al alcohol de su padre, que «bebía todo el día, todos los días». Sus padres se divorciaron cuando Affleck tenía once años y su padre, incapaz de controlar sus adicciones, vivió dos años sin hogar en las calles de Cambridge (Massachusetts) hasta que finalmente fue ingresado a un centro de rehabilitación en Indio (California).
Desde temprana edad, Affleck había mostrado interés por el arte de la actuación, por lo que su madre lo llevaba a él y a su hermano a varias obras de teatro. Asimismo, grababan películas caseras como pasatiempo, con historias escritas por él mismo. Su madre lo llevó a varias audiciones ya que conocía al director de casting de Cambridge, y Affleck ya actuaba profesionalmente con apenas siete años de edad. Si bien su madre aspiraba a que se convirtiera en maestro en lugar de actor, apoyó a su hijo al ver lo apasionado que se veía actuando y lo llevó hasta Boston, donde grabó su primera película The Dark End of the Street (1981) bajo la dirección de Jan Egleson, quien era amigo de la familia. A los trece años, protagonizó una serie de documentales educativos producidos por los canales PBS y ABC, así como un comercial de Burger King. Después, pasó un año en México mientras grababa la serie The Second Voyage of the Mimi y aprendió a hablar español de forma fluida.
Asistió a la Cambridge Rindge and Latin School durante su adolescencia y actuó en varias producciones escolares. Allí se hizo amigo cercano de Matt Damon, a quien conocía desde los ocho años y con quien compartía varias aficiones, entre estas la pasión por la actuación. Al culminar sus estudios de secundaria, Affleck y Damon se mudaron juntos a un apartamento en Nueva York para formarse como actores y conseguir oportunidades yendo a audiciones. Ambos debieron trabajar como meseros, panaderos y obreros para poder costear sus estudios y hospedaje. Si bien Affleck tenía buenas calificaciones, varias universidades no quedaron convencidas con su déficit de atención y alto número de inasistencias. Por ello, comenzó a estudiar español en la Universidad de Vermont debido a la cercanía con la residencia de su entonces novia, pero abandonó la carrera tras sufrir una fractura de cadera mientras jugaba baloncesto. A los dieciocho años, se mudó a Los Ángeles, donde estudió en el Occidental College durante casi dos años.

### 1990-1997: inicios en la actuación

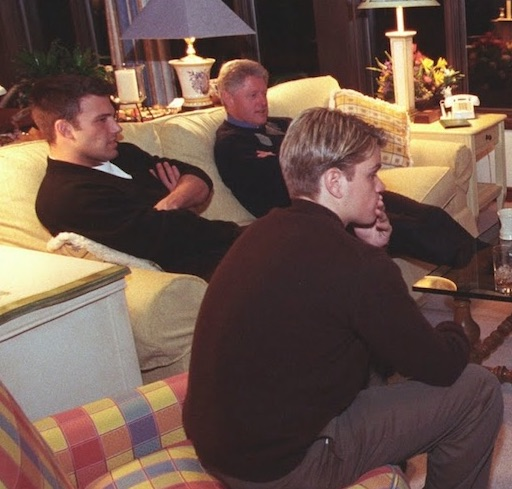
Affleck junto a Matt Damon y Bill Clinton viendo Good Will Hunting en Camp David.

Tras varios años siendo actor infantil, comenzó a desarrollar papeles en producciones más adultas y apareció en el telefilme Daddy (1991), producido por NBC. Apareció junto a Matt Damon en la cinta School Ties (1992) y luego protagonizó la serie Against the Grain, emitida en 1993 por NBC. Uno de sus papeles más notorios sería Dazed and Confused (1993), que se convirtió en una película de culto, y gracias a la dirección de Richard Linklater, comenzó a mostrar mayor interés en el cine que en la televisión. Poco después, captó la atención del director Kevin Smith, quien lo contrató para varias de sus cintas, entre estas Mallrats (1995) y Chasing Amy (1997), ambas con buenas críticas. Por otra parte, apareció en un episodio de la serie Lifestories: Families in Crisis interpretando a un jugador de fútbol con problemas de dopaje, actuación que le valió una nominación a los Premios Daytime Emmy en 1995.
Affleck y Damon escribieron juntos el guion de Good Will Hunting (1997), cinta que también protagonizaron acompañados de Robin Williams. La película recibió la aclamación crítica y se convirtió en un éxito en taquilla tras recaudar 226 millones de dólares, contra un presupuesto de solo 10 millones. Gracias a ello, ganó su primer Óscar en la categoría de mejor guion original, así como su primer Critics' Choice, Golden Globe y Satellite. Con 25 años de edad al momento de su victoria, Affleck es la persona más joven en ganar el Óscar por mejor guion (original o adaptado). La idea del guion surgió originalmente en 1992 cuando Damon escribió una pequeña obra de cuarenta páginas para su clase de drama en la Universidad de Harvard y le pidió a Affleck que actuara algunas escenas cuando se mudó a su apartamento en Los Ángeles. Luego de haber tomado inspiración de varias de sus experiencias de vida, completaron el guion en 1994 y lo vendieron a Castle Rock Entertainment. Sin embargo, a raíz de varios desacuerdos creativos con el estudio, Affleck le pidió a Smith que dirigiera la película, pero se negó ya que prefería que se contratara a alguien más experimentado. En su lugar, Smith le mostró el guion a Harvey Weinstein, quien quedó fascinado y decidió comprarlo para su productora Miramax Films.

### 1998-2002: éxitos en crítica y taquilla

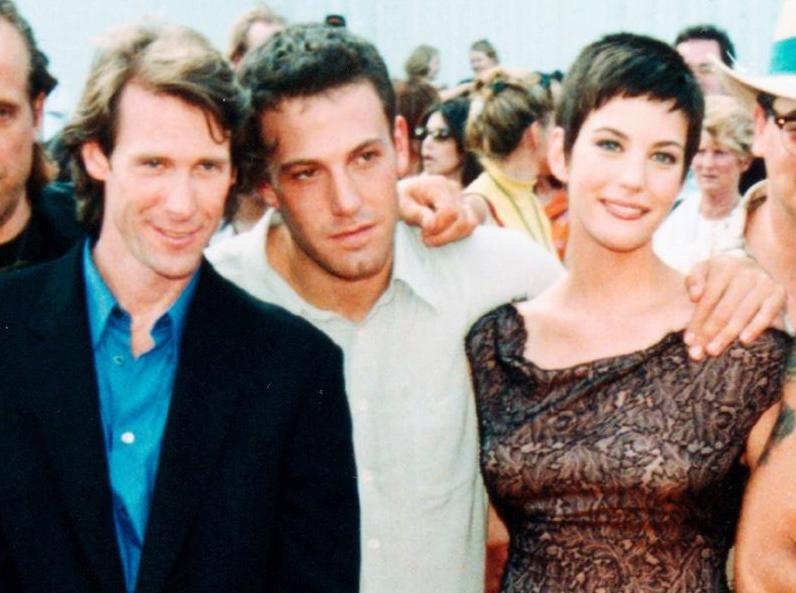
Michael Bay (izquierda), Affleck (centro) y Liv Tyler (derecha) en el estreno de Armageddon en el Centro espacial John F. Kennedy en junio de 1998.

A pesar de las dudas del director Michael Bay, Affleck fue contratado para protagonizar la película Armageddon (1998) con el personaje de A. J. Frost, uno de los astronautas encargados de prevenir la colisión de un meteoro con la Tierra, papel para el que debió perder peso, broncearse y colocarse coronas dentales. La cinta se convirtió en un éxito en taquilla tras haber recaudado 554 millones de dólares, con lo que fue la más recaudadora de 1998 a nivel mundial. Con ello, Affleck logró atraer la atención del público y se convirtió en uno de los actores más prominentes del cine, ya que la prensa consideró que tenía suficiente potencial para seguir interpretando papeles protagónicos. Su actuación en Armageddon le otorgó una nominación a los Saturn Awards y los Teen Choice Awards, así como dos a los MTV Movie Awards. Luego de ello, desempeñó un papel secundario como el arrogante actor inglés Ned Alleyn en la aclamada Shakespeare in Love (1998), cuyo elenco ganó el premio al mejor reparto en los SAG Awards. Su actuación recibió elogios de la crítica mayormente por su sentido del humor.
Affleck volvió a trabajar con Damon y Smith en Dogma (1999), que tuvo buenas críticas y un rendimiento medio en taquilla. Después protagonizó la comedia romántica Forces of Nature (1999) con Sandra Bullock, e igualmente tuvo un éxito menor en taquilla y ambos fueron nominados a los Kids' Choice Awards como pareja de cine favorita. Luego actuó en la comedia 200 Cigarettes (1999) y condujo por primera vez un episodio de Saturday Night Live, así como también apareció en Bounce (2000) y Reindeer Games (2000), con las que fue nominado a los MTV Movie Awards y los Teen Choice Awards. En 2001, comenzó a trabajar como productor ejecutivo en la serie documental Project Greenlight para HBO y fue nominado a los Premios Primetime Emmy como mejor reality en 2002, 2004 y 2005.
Por otra parte, protagonizó la película Pearl Harbor (2001) con el personaje del Capitán Rafe McCawley, nuevamente bajo la dirección de Bay. La crítica especializada ofreció reseñas sumamente negativas sobre la cinta y Affleck obtuvo una nominación como peor actor en los Golden Raspberry Awards. A pesar de esto, Pearl Harbor fue un éxito comercial al recaudar 450 millones de dólares, que la convirtieron en la sexta película más taquillera de 2001 y además le valió a Affleck un premio como mejor actor de cine en los Teen Choice Awards. Posteriormente, apareció en el videoclip del tema «Jenny from the Block» de Jennifer Lopez y protagonizó Changing Lanes (2002), que obtuvo elogios y fue un éxito menor en taquilla al recaudar 95 millones de dólares.

### 2003-2006: declive en su carrera y críticas

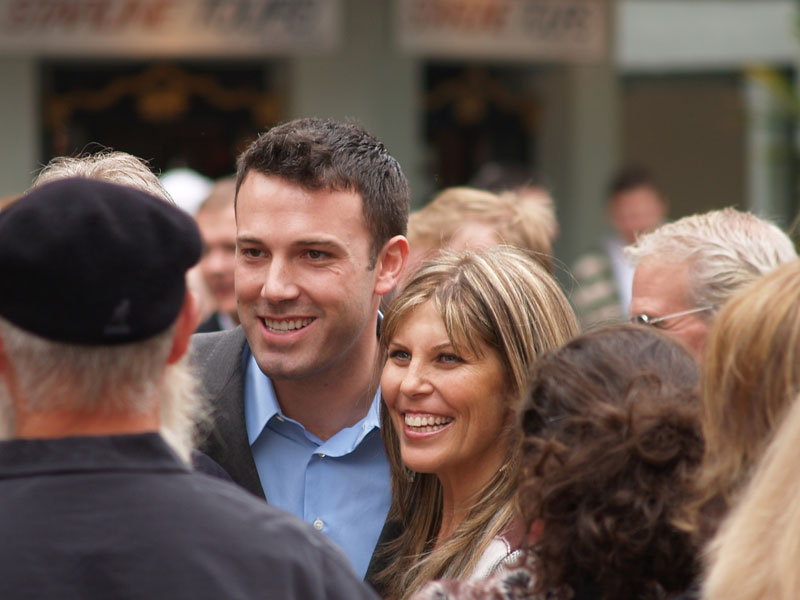
Affleck durante la entrega de la estrella en el Paseo de la Fama de Hollywood a Bruce Willis en octubre de 2006.

Si bien Affleck había sido uno de los actores más comentados de la prensa desde los inicios de su carrera, a partir de 2003 comenzó a tener aún mayor atención de los medios a causa de su relación con Jennifer Lopez y sus múltiples apariciones públicas, lo que llevó a una sobreexposición que provocó un rechazo por parte del público en general. Esta situación se agravó luego de que protagonizara una serie de películas que fueron duramente criticadas; la primera de ellas fue Daredevil (2003), donde interpretó al superhéroe homónimo. A pesar de haber sido un éxito medio en taquilla con una recaudación de 179 millones, el estudio canceló la realización de una secuela dadas las duras críticas y problemas con la producción. De igual forma, Affleck describió la experiencia como «humillante» y ha declarado que es el único papel que se arrepiente de haber hecho. Si bien grabó un cameo como Daredevil para la película derivada Elektra (2005), finalmente fue descartado y solo apareció en la versión del director lanzada en DVD.
Posteriormente, protagonizó la comedia romántica Gigli (2003) con Lopez, cinta que fue ampliamente criticada y es considerada una de las peores de toda la historia por diversos medios; además, se convirtió en un fracaso rotundo en taquilla tras generarle pérdidas al estudio de más de 70 millones de dólares. Tal fue la respuesta negativa de la cinta que Affleck se llevó el premio al peor actor en los Golden Raspberry Awards y también ganó peor pareja conjuntamente con Lopez, mientras que Gigli se llevó el galardón a la peor película. Una semana después del anuncio de los ganadores, Affleck concedió una entrevista en el programa Larry King Live donde John Wilson, el creador de los premios, le hizo entrega del galardón, pero el actor rápidamente procedió a romperlo por considerarlo como una broma de mal gusto; los restos del trofeo fueron más tarde vendidos por eBay.
Su mala racha continuó con Paycheck (2003), donde interpretó al ingeniero Michael Jennings y fue criticado por no darle suficiente vida al personaje. Lo mismo sucedió con Jersey Girl (2004), con la que fue nominado otra vez a peor actor en los Golden Raspberry Awards y a peor pareja conjuntamente con Lopez. Su siguiente película, Surviving Christmas (2004), fue igualmente criticada y supuso un fracaso rotundo en la taquilla al recaudar solo 15 millones de dólares. La mala respuesta crítica siguió con Man About Town (2006) y Smokin' Aces (2006), pero finalmente acabaría con su papel como el actor George Reeves en la cinta Hollywoodland (2006), con la cual fue nominado a los Critics' Choice y los Golden Globe, además de ganar en los Saturn como mejor actor de reparto. Debido a este difícil período de su carrera, Affleck comentó que cuestionó si de verdad estaba en el trabajo correcto, puesto que «fue un momento en el que, en serio, me estaba yendo mal en absolutamente todo lo que hacía».

### 2007-2015: aclamación y éxito como director

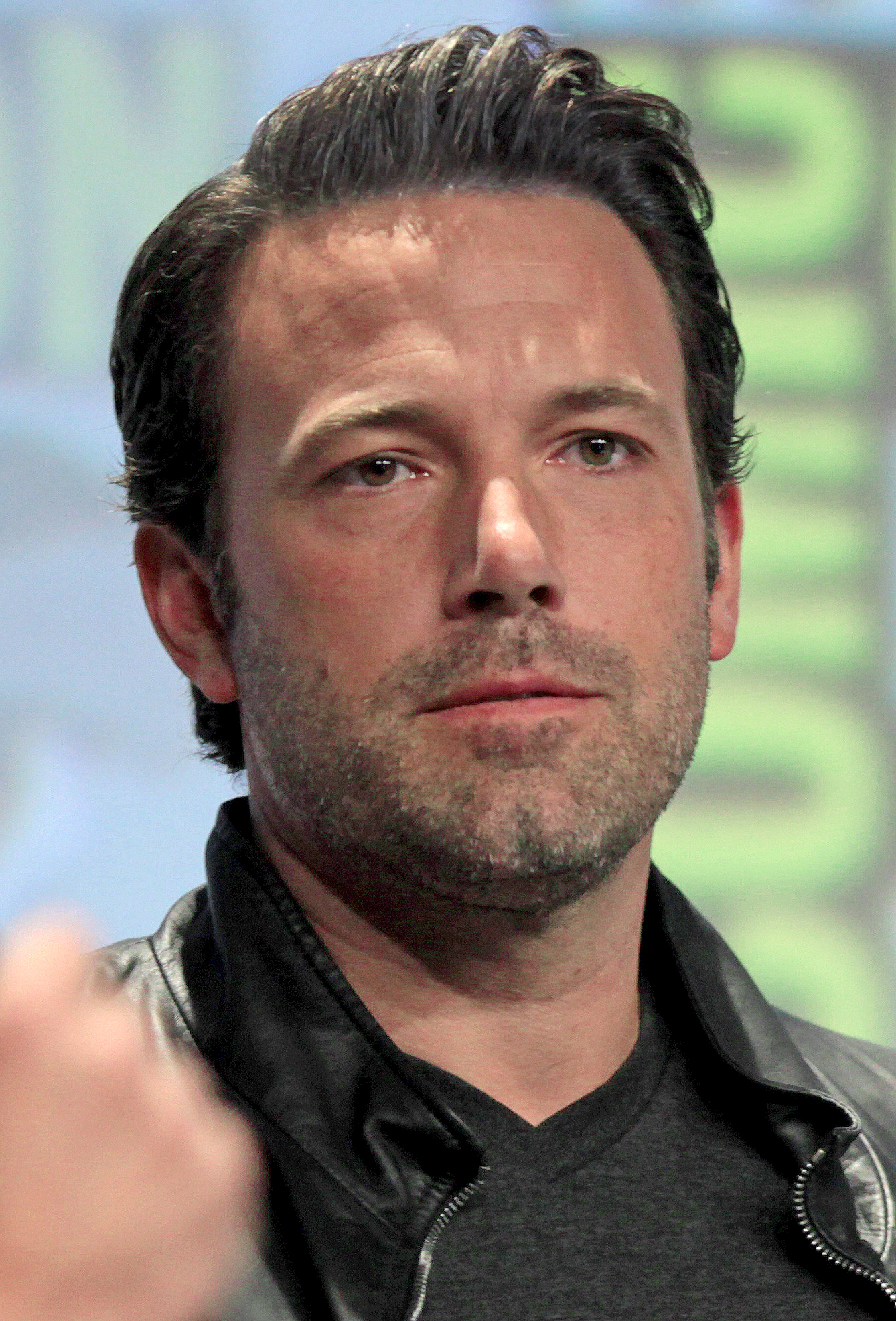
Affleck en la Comic-Con de 2014.

Tras los constantes ataques de la crítica y la prensa, Affleck decidió incursionar en la dirección e hizo su debut formal con la cinta Gone Baby Gone (2007), en la que también adaptó el guion. La película, que narra la búsqueda de una joven secuestrada por su madre en Boston, logró la aclamación crítica y supuso un ligero éxito en la taquilla, por lo que la National Board of Review lo reconoció con el premio al director revelación. Affleck tuvo papeles secundarios en las películas He's Just Not That Into You (2009), State of Play (2009) y Extract (2009), que tuvieron una respuesta crítica positiva y un ligero éxito en la taquilla. Luego protagonizó, dirigió y escribió The Town (2010), que también recibió elogios por parte de la crítica, quienes consideraron que el actor se había «descubierto a sí mismo otra vez y ahora es un director a tener en cuenta», aunado a que su trabajo obtuvo varias nominaciones a los Critics' Choice y los Satellite. Más tarde, protagonizó The Company Men (2011) como el empresario Bobby Walker y tuvo críticas positivas.
Affleck produjo, dirigió e interpretó al agente Tony Mendez en la película Argo (2012), que recibió la aclamación de la crítica, quienes elogiaron su actuación y dirección. La cinta logró siete nominaciones a los premios Óscar y le otorgó al actor su segundo galardón al ganar como mejor película. También ganó dos BAFTA como mejor película y mejor director, además de haber sido nominado como mejor actor. Asimismo, ganó dos Golden Globes como mejor película dramática y mejor director, e igualmente se llevó los galardones más importantes otorgados por los Sindicatos de Directores, Productores y Actores, así como el César a la mejor película extranjera. Con todo, Argo fue además un éxito en taquilla al recaudar 232 millones de dólares y es catalogada como la cinta que consolidó a Affleck como director en la industria.
Affleck protagonizó Runner Runner (2013) y aunque la cinta fue duramente criticada, su actuación fue considerada como uno de los mejores momentos. También protagonizó Gone Girl (2014) y recibió elogios de la crítica por su actuación, así como una nominación a los People's Choice Awards. El resurgimiento y cambio drástico en su carrera fue reconocido por los Golden Raspberry Awards, que le otorgaron el premio de la redención.

### 2016-presente: Batman y proyectos futuros

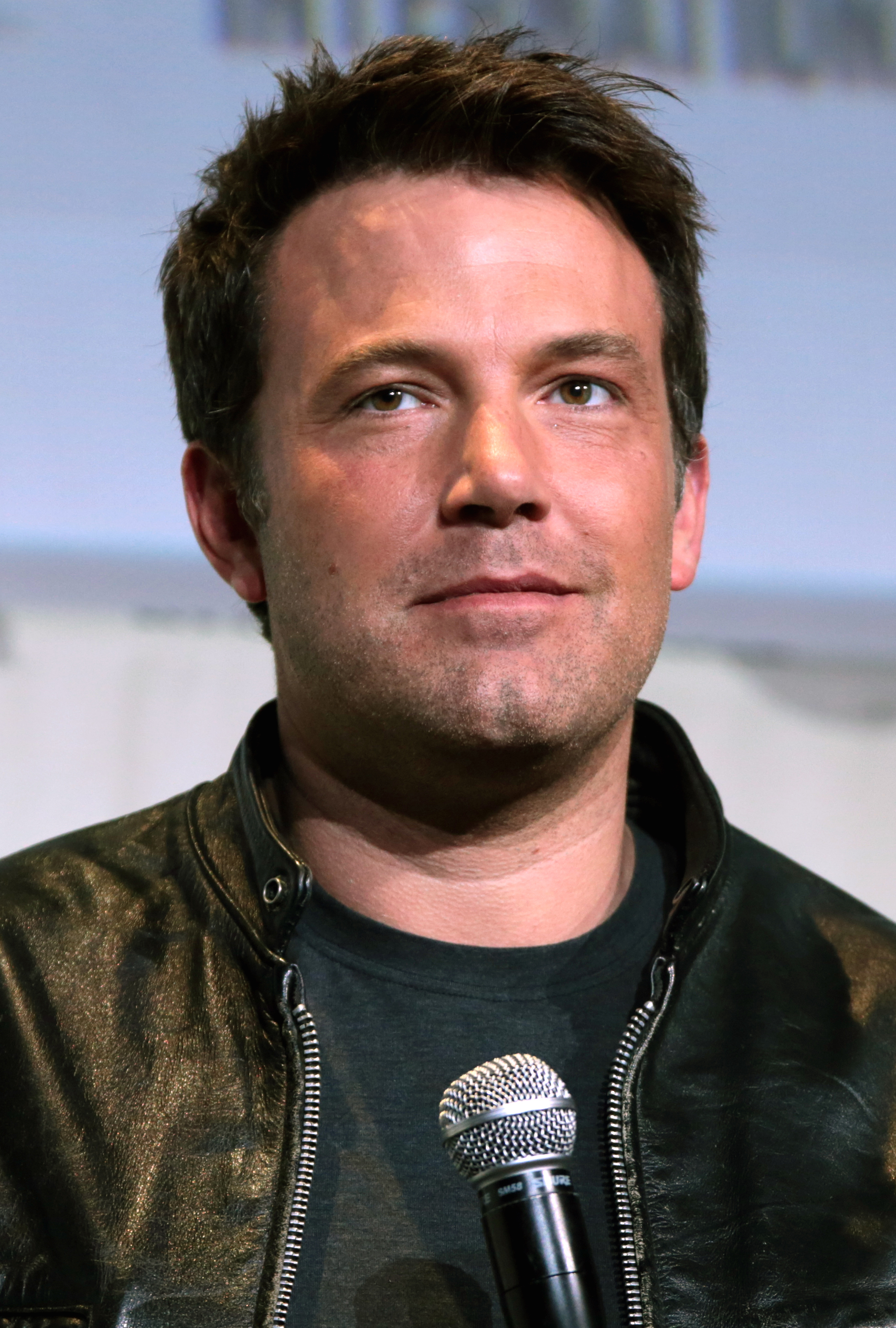
Affleck en la Comic-Con de 2016.

Pese a que había comentado que no quería volver a interpretar a superhéroes por su mala experiencia en Daredevil (2003), Affleck comenzó a interpretar al personaje de Bruce Wayne / Batman en el Universo extendido de DC e hizo su debut protagonizando Batman v Superman: Dawn of Justice (2016). La película fue un éxito en taquilla al recaudar 873 millones, que la hicieron la séptima más taquillera del 2016. Sin embargo, recibió críticas sumamente negativas, lo que le valió a Affleck una nominación como peor actor en los Golden Raspberry Awards. Repitió su papel en Suicide Squad (2016) con una breve aparición. Luego protagonizó The Accountant (2016) interpretando a Chris Wolff, un contador con autismo, y la cinta tuvo críticas mixtas, pero fue un éxito en taquilla con 155 millones de dólares recaudados. También dirigió, produjo, escribió y protagonizó Live by Night (2016), que tuvo una respuesta negativa en crítica y supuso un fracaso en taquilla.
Affleck volvió a interpretar a Batman en Justice League (2017), que también contó con una respuesta crítica negativa. Si bien la película recaudó 658 millones de dólares en taquilla, fue considerada un fracaso por no lograr cubrir los costes de producción y publicidad, y la revista Deadline Hollywood estimó que el estudio tuvo pérdidas de al menos 60 millones. Inicialmente, se tenía previsto que Affleck dirigiera y protagonizara una película en solitario sobre el personaje titulada The Batman, pero tras el fracaso de Justice League, Warner Bros. Pictures replanteó el enfoque del Universo extendido de DC y cedió la dirección de la cinta a Matt Reeves, quien seleccionó a Robert Pattinson para interpretar a Batman. Luego de una serie de peticiones a través de Internet, Zack Snyder reveló que Justice League sería reeditada y relanzada como originalmente la había planeado antes de retirarse de la producción. Dicha cinta fue lanzada bajo el título Zack Snyder's Justice League (2021) a través de HBO Max y batió récords en términos de streaming. Affleck repitió su papel como Batman y grabó nuevas escenas para el corte que obtuvieron elogios de la crítica especializada.
Por otra parte, protagonizó Triple Frontier (2019) y apareció en Jay and Silent Bob Reboot (2019), ambas cintas con buena respuesta crítica. De igual forma, protagonizó The Last Thing He Wanted (2020), que fue duramente criticada, pero más tarde recibió la aclamación crítica con The Way Back (2020), con la que fue nominado a los Critics' Choice como mejor actor. Affleck interpretó a Pedro II de Alençon en la cinta The Last Duel (2021), en la que también se encargó de coescribir y adaptar el guion junto a Matt Damon y Nicole Holofcener. Por otra parte, protagonizará Deep Water (2022), adaptación cinematográfica del libro homónimo escrito por Patricia Highsmith. Affleck tiene previsto interpretar nuevamente a Batman en la película The Flash. También dirigirá cintas basadas en la Segunda Guerra Mundial, el fraude de monopolio de McDonald's y el libro El fantasma del rey Leopoldo.

## Imagen pública
La percepción pública de Affleck ha evolucionado constantemente conforme ha avanzado su carrera. Durante el aumento de su popularidad a comienzos de los años 2000, era percibido como «el joven estrella sobrevalorado que solo vive de fiestas», ello a causa de sus noviazgos con Jennifer Lopez y Gwyneth Paltrow, sus participaciones en torneos de póquer y sus papeles en películas con malas críticas como Pearl Harbor (2001). Affleck fue nominado tres veces como peor actor en los Golden Raspberry Awards entre 2001 y 2004, e igualmente fue nominado a peor actor de la década del 2000 por sus papeles en Daredevil (2003), Gigli (2003) y Paycheck (2003). En los años siguientes, fue adoptando papeles más serios en cintas como Hollywoodland (2006), Gone Girl (2014) y The Way Back (2020), con los cuales recibió aclamación crítica. Los mismos Golden Raspberry Awards lo reconocieron con el premio de la redención por su drástico cambio y algunos analistas han considerado que «no es un mal actor, simplemente eligió pésimos papeles durante sus inicios».

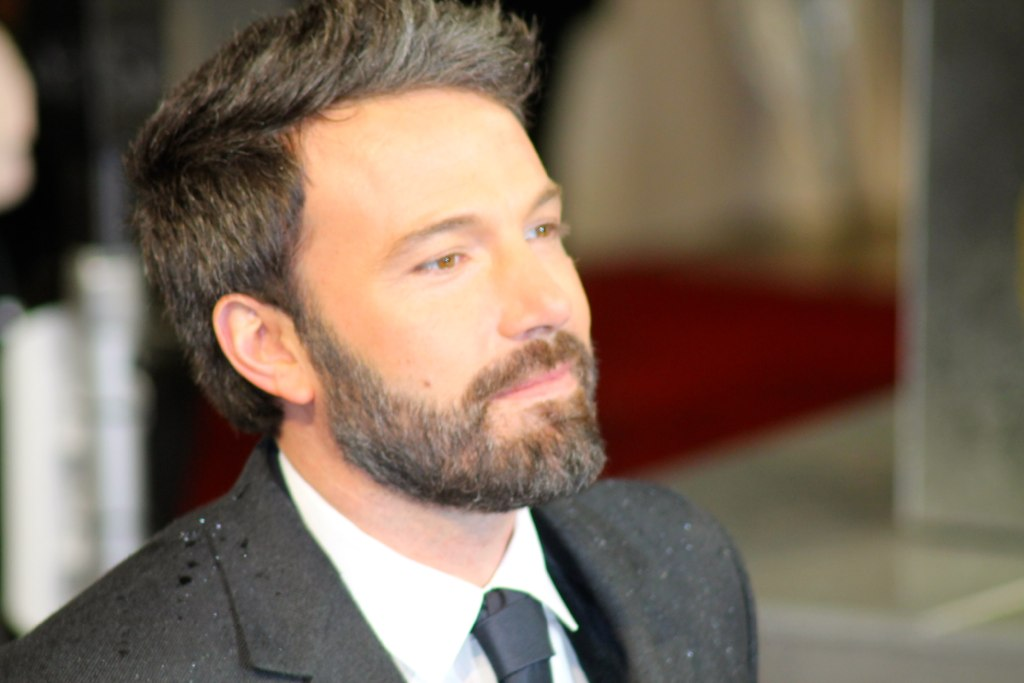
Affleck durante los BAFTA Awards de 2013.

Si bien Affleck ha ganado dos premios Óscar, jamás ha sido nominado en categorías actorales y es comúnmente citado como uno de los mejores actores que nunca han ganado un Óscar por actuación. Pese a ello, desde Gone Baby Gone (2007), Affleck ha sido más reconocido como director que como actor, y su estilo de dirección generalmente recibe elogios por parte de la crítica, además de que ha sido destacado como «lo que revivió su carrera». Durante la temporada de premios de 2013, no logró ser nominado al Óscar como mejor director por Argo (2012), pese a haber ganado dicha categoría en los Golden Globe Awards, los Premios de la Crítica Cinematográfica, los BAFTA Awards y los Premios del Sindicato de Directores, algo que fue señalado por varios medios como un «hecho sin precedentes» y un «robo» hacia Affleck, que era el favorito a llevarse el galardón ese año. Affleck fue nombrado el mejor director de la década de 2010 basado en la puntuación de todas sus cintas en Rotten Tomatoes. Por otra parte, según la revista Time, tras su matrimonio y posterior divorcio con Jennifer Garner, la percepción pública hacia su persona ha sido más positiva a causa de su paternidad, así como sus relatos sobre su lucha contra el alcohol, que han hecho simpatizar al público.
Tras su victoria en los premios Óscar con Good Will Hunting (1999), Affleck se convirtió rápidamente en uno de los actores más prominentes de la industria del cine. Se estima que su patrimonio es de unos 150 millones de dólares estadounidenses y que gana aproximadamente 14 millones por cada película que protagoniza. En 2001, figuró por primera vez en la lista Celebrity 100 de la revista Forbes como el séptimo actor mejor pagado del año y la vigésima cuarta celebridad en general. Volvió a figurar en 2002 como el segundo actor mejor pagado del año y la décima quinta celebridad, con un sueldo de 40 millones de dólares. Asimismo, apareció en 2003 como el actor mejor pagado y la séptima celebridad, esta vez con un sueldo de 36 millones. Una década después, en 2013, reapareció en el puesto 36 con un sueldo de 25 millones. En 2014, fue el séptimo actor mejor pagado con 35 millones. En 2016, apareció como el sexto actor mejor pagado con 43 millones. En 2020, fue el cuarto actor mejor pagado con 55 millones.
Por otra parte, Affleck también ha sido considerado como uno de los actores más atractivos del mundo y se le ha otorgado el estatus de símbolo sexual. En 2002, fue nombrado por la revista People como el hombre vivo más atractivo del mundo y fue descrito como «el hombre ideal; elocuente, precioso, generoso e inteligente». La revista posteriormente realizaría un listado de las cincuenta personas más hermosas del mundo recopilando tanto hombres como mujeres; Affleck ubicó el puesto 26. Después del nacimiento de su primera hija en 2005, varios medios también lo han considerado como «uno de los papás más atractivos que existen». Su sentido de la moda ha sido igualmente analizado por diversos medios.

## Filantropía
Después de haber viajado en varias ocasiones a la República Democrática del Congo entre 2007 y 2010, Affleck fundó junto con Whitney Williams la Eastern Congo Initiative, una organización sin fines de lucro que busca mejorar las condiciones de vida de la región este del país mediante el desarrollo económico local. La organización ofrece entrenamiento y recursos a los granjeros de la región, así como asistencia financiera para el desarrollo de proyectos. También ha mejorado las exportaciones de productos como el cacao al establecer alianzas con empresas estadounidenses como Theo Chocolate y Starbucks. Affleck ha hablado sobre los problemas que enfrenta la región con medios como The Washington Post, The New York Times, Los Ángeles Times, entre otros. También ha participado en foros y debates con diversas organismos gubernamentales, entre ellos el Comité de Relaciones Exteriores del Senado de los Estados Unidos.

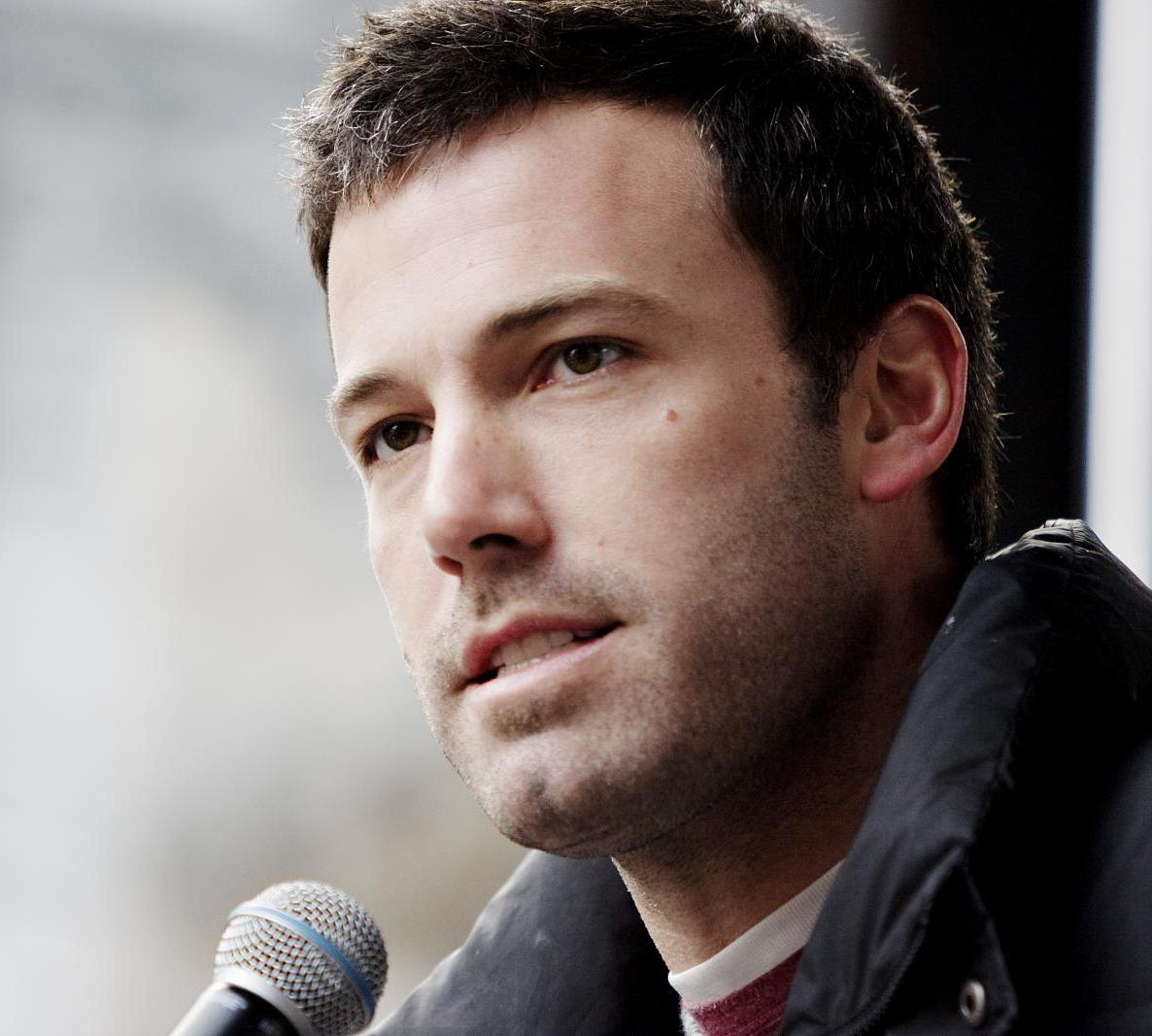
Affleck dando un discurso en favor de Feeding America en 2009.

Affleck ha participado activamente desde 1998 en el A-T Children's Project, una asociación sin fines de lucro que apoya a los niños con ataxia-telangiectasia. El actor se hizo amigo cercano de Joe Kindregan, un niño de 10 años con dicha enfermedad a quien conoció en el Aeropuerto Internacional de Washington-Dulles durante el rodaje de Forces of Nature (1998). En 2001, ambos testificaron ante el Subcomité de Salud de Estados Unidos pidiendo que se investigara más sobre la enfermedad y se aumentara el presupuesto de los Institutos Nacionales de Salud. Kindregan acompañó al actor durante el rodaje de varias de sus películas, entre estas Daredevil (2003) y Gigli (2003). En 2007, Affleck dio un discurso durante el acto de graduación de secundaria de Kindregan en Fairfax (Virginia). Después, Kindregan apareció como un extra en Argo (2012), película que Affleck protagonizó y dirigió. En 2013, el actor donó 25 000 dólares al A-T Children's Project en conmemoración del vigésimo quinto cumpleaños de Kindregan y sus quince años de amistad. Kindregan falleció en 2015 a causa de complicaciones por la enfermedad.
Como parte de las giras del United Service Organizations, Affleck visitó a soldados en el Golfo Pérsico en 2003 y en la Base Aérea de Ramstein en 2017. También es miembro activo de Paralyzed Veterans of America, una asociación que apoya a los soldados del ejército estadounidense con parálisis. En 2014, participó en el Ice Bucket Challenge. Por otra parte, también es un miembro activo de Feeding America, una organización que provee alimentos a los más necesitados en Estados Unidos. Realizó visitas a los bancos de alimentos de Boston y Denver en 2007 y 2008, y filmó varios vídeos promocionales para la organización en 2010. Junto a Ellen DeGeneres, lanzó una campaña en 2011 para recoger fondos que serían donados a la asociación. Durante la pandemia de COVID-19, Affleck organizó un torneo de póquer en línea para recaudar fondos para Feeding America y también realizó una donación individual. El torneo recogió un total de 1.75 millones de dólares. Igualmente, ha apoyado a Midnight Session, un refugio para las personas sin hogar en Los Ángeles, y a Atlanta Mission, una extensión del refugio en Atlanta.

## Vida personal

### Relaciones y familia

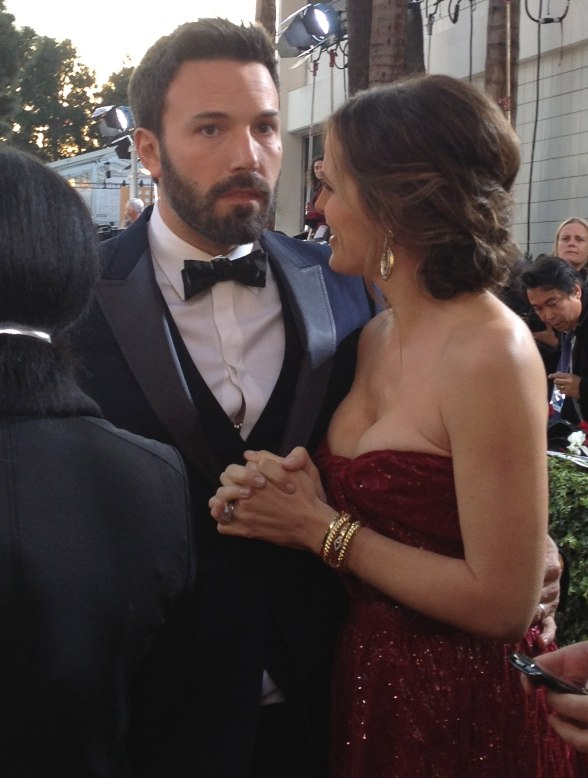
Affleck y Jennifer Garner en los Golden Globe Awards de 2013.

Affleck comenzó a salir con Gwyneth Paltrow en octubre de 1997 tras haberse conocido durante una cena de trabajo. Poco después, ambos trabajaron juntos en Shakespeare in Love (1998) y terminaron su relación en enero de 1999. Sin embargo, Paltrow convenció a Affleck de protagonizar con ella la cinta Bounce (2000) y al poco tiempo retomaron su relación, pero se separaron definitivamente en octubre de 2000. Según la actriz, ambos siguen siendo amigos pero describió su noviazgo como «una lección más que una relación».
Luego de ello, Affleck comenzó a salir con Jennifer Lopez en julio de 2002 tras protagonizar juntos Gigli (2003). También trabajaron en Jersey Girl (2004) y en el videoclip de «Jenny from the Block». Su relación, la cual fue apodada «Bennifer» y considerada como una superpareja, atrajo una atención masiva por parte de los medios y se generó una gran cantidad de rumores sobre aspectos personales de ambos. La pareja se comprometió en noviembre de 2002 y tenía una boda prevista para el 14 de septiembre de 2003, pero fue pospuesta apenas cuatro días antes del evento a causa del acoso de los paparazzi. Finalmente se separaron en enero de 2004 en buenos términos. Lopez atribuyó la separación a la incomodidad de Affleck por el acoso de los medios y describió lo acontecido como «su primera ruptura amorosa verdadera».
Comenzó a salir con la actriz Jennifer Garner en octubre de 2004, tras entablar una buena amistad en los rodajes de Pearl Harbor (2001) y Daredevil (2003). La pareja se comprometió en abril de 2005 y se casaron poco después el 29 de junio de 2005 en una ceremonia privada en las Islas Turcas y Caicos. En diciembre de ese año, tuvieron a su primera hija, Violet Anne. Después, en enero de 2009, tuvieron a una segunda hija llamada Seraphina Rose Elizabeth y en febrero de 2012 a su primer hijo, Samuel Garner. Cerca de su décimo aniversario, la pareja anunció su separación en junio de 2015. Aunque separados, siguieron viviendo en el mismo hogar hasta que Affleck se mudó a mediados de 2017 cuando ambos firmaron el acta de divorcio. La separación se formalizó en octubre de 2018. Según Affleck, dicho divorcio ha sido «su mayor arrepentimiento en la vida» y lo describió como «una experiencia dolorosa aún habiendo terminado en los mejores términos posibles».
Affleck mantuvo una relación a distancia con la productora de televisión Lindsay Shookus, que duró aproximadamente un año entre 2017 y 2018, aunque también salieron por un breve período a comienzos de 2019. En marzo de 2020, comenzó a salir con la actriz Ana de Armas tras conocerse en el rodaje de Deep Water (2022). La pareja se separó en enero de 2021.
En abril de 2021, Affleck y Jennifer Lopez retomaron su relación, pero no se hizo pública hasta tres meses después. Seguidamente, la pareja se comprometió por segunda vez en abril de 2022 y contrajeron matrimonio el 17 de julio de ese año en una ceremonia privada llevada a cabo en Las Vegas. Se separaron en abril de 2024 y el divorcio se concluyó el 21 de febrero de 2025.

### Salud y adicciones

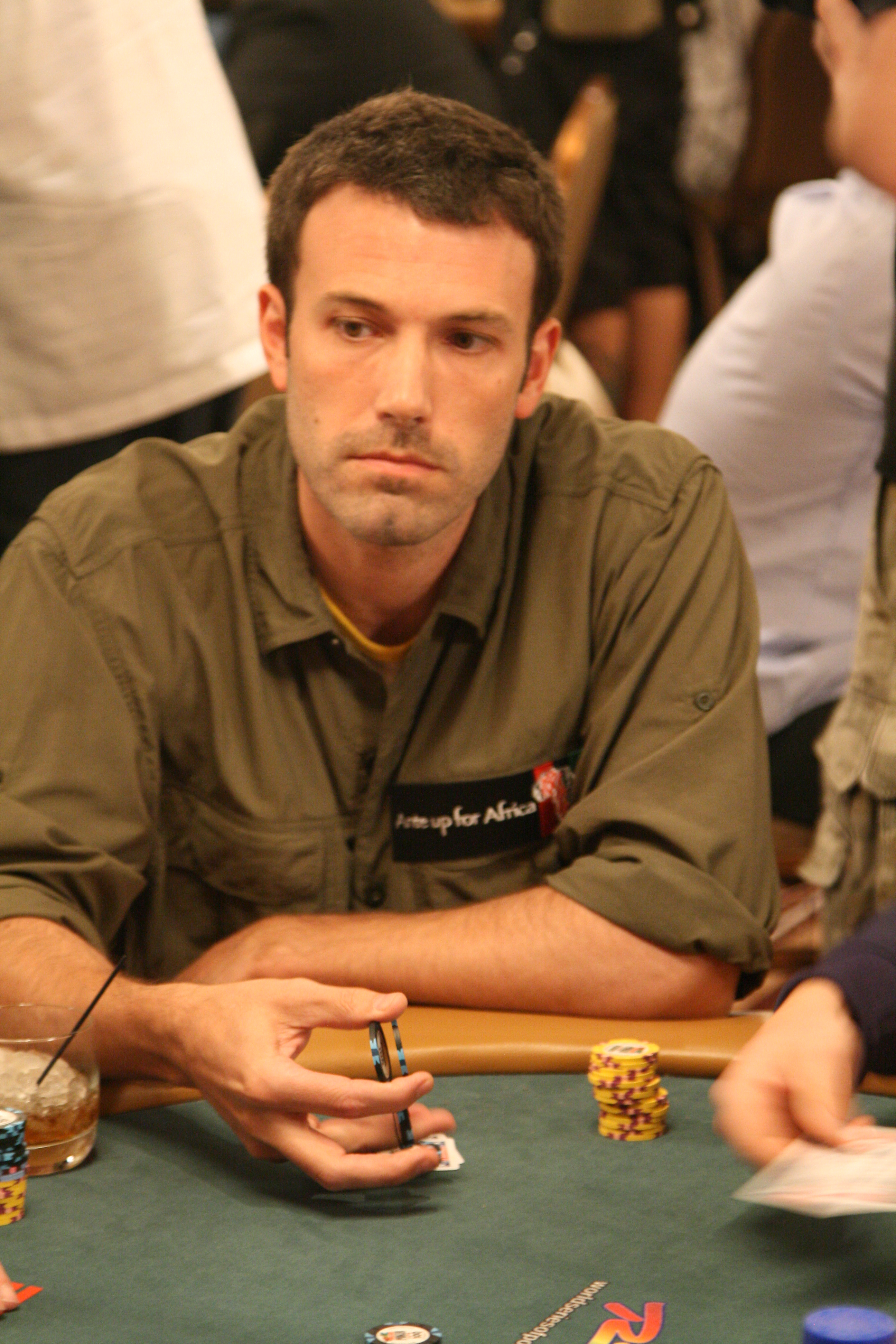
Affleck en la Serie Mundial de Póquer de 2008 en Las Vegas.

La familia de Affleck tiene un extenso historial de problemas con adicciones y enfermedades mentales. Su abuelo paterno era alcohólico. Su abuela materna era adicta al alcohol y los barbitúricos, y se suicidó a los 46 años. Uno de sus tíos paternos era adicto a la cocaína y también se suicidó. Una de sus tías era adicta a la heroína. Tanto su padre como su hermano Casey Affleck fueron adictos al alcohol.
Affleck comenzó a asistir a reuniones del Grupo Al-Anon desde temprana edad por la preocupación de su madre de que terminase convirtiéndose en un alcohólico como su padre. A los quince años, ya tenía problemas para controlar su consumo de alcohol y su madre lo envió a un campamento para adolescentes con riesgo de padecer alcoholismo. Affleck dejó de consumir alcohol voluntariamente a los 24 años y declaró en una entrevista en 1998 que la decisión la tomó porque «el alcohol es muy peligroso para mí». A partir de 2001, entró en rehabilitación y comenzó a recibir tratamiento para adicciones en su residencia, lo que lo mantuvo sobrio por dos años. Affleck cayó en el consumo de sustancias nuevamente en 2003 a causa de la presión social y el acoso de los medios, si bien se negó a dar cualquier declaración al respecto. Mucho después, habló sobre este período de su vida y dijo que su adicción se agravó gradualmente, pues hubo un tiempo en el que podía consumir sin llegar a excesos. En 2017, volvió a recibir tratamiento residencial para su adicción. Affleck tuvo una recaída en 2018 a causa de su divorcio con Jennifer Garner; este suceso casi provoca la cancelación de su película The Way Back (2020), pero Garner, ya divorciada, convenció al director Gavin O'Connor de seguir adelante con el proyecto y darle otra oportunidad a Affleck. Hacia finales de 2019, el actor tuvo otra recaída y TMZ publicó un vídeo suyo tropezándose por las calles de Los Ángeles en estado de ebriedad, del cual más tarde comentó que estaba avergonzado.
Affleck ha sido diagnosticado con depresión y ansiedad, y ha estado consumiendo medicamentos antidepresivos desde los 26 años. Sigue un programa de doce pasos y ha declarado que solía ver el alcohol como una forma de aliviar el malestar causado por su depresión, hasta que finalmente entendió que era alcohólico. Affleck también ha tenido problemas para controlar su consumo del cigarrillo; en 2007, había dejado de fumar definitivamente luego de la filmación de Smokin' Aces (2006). Según el actor, estuvo fumando aproximadamente cinco cajas de cigarrillos diarias para interpretar a su personaje en la semana que duró el rodaje de sus escenas, lo cual provocó que perdiera el gusto y olfato por varios días. En 2014, trató de dejar el consumo nuevamente por petición de su entonces esposa Jennifer Garner. Sin embargo, en 2016 fueron publicadas unas fotografías suyas fumando en Londres (Reino Unido) que se hicieron virales en Internet. Posteriormente, durante la pandemia de COVID-19 en abril de 2020, fue captado fumando mientras utilizaba una mascarilla e igualmente se convirtió en un meme de Internet.
Por otra parte, en 2004, Affleck ganó el torneo de póquer estatal de California, con un premio de 356 000 dólares y clasificó a la final del World Poker Tour de ese mismo año. En los años siguientes, participó en varias ediciones de la Serie Mundial de Póquer. En 2014, fue vetado de jugar blackjack en el Hard Rock Hotel & Casino de Las Vegas luego de una serie de victorias donde se descubrió que estaba haciendo conteo de cartas. Si bien se le ha acusado de ser adicto a los juegos de apuestas, Affleck lo ha negado en reiteradas ocasiones.

### Religión
Si bien Affleck no provenía de una familia religiosa, ha comentado que la religión ha influido en su vida. Destacó el Evangelio de Mateo como uno de los libros que más impacto ha tenido en él. Sus tres hijos fueron bautizados por la Iglesia metodista unida. Affleck se declaró como agnóstico en 2012, aunque asistía frecuentemente a la iglesia con su entonces esposa Jennifer Garner y sus hijos hasta 2015. Hablando sobre sus creencias en 2020, mencionó que aunque anteriormente no sentía ningún tipo de conexión con alguna deidad, comenzó a tener fe en el cristianismo gracias a Garner y el programa de doce pasos, el cual sigue para tratar su adicción al alcohol y que está basado en un modelo de fe cristiano. Sin embargo, en 2023, expresó su identificación con las enseñanzas del budismo, debido a ciertas dificultades que encontró con los aspectos teístas del programa de los doce pasos. Al respecto, compartió: "Una de las cosas que me gusta del budismo es que crees lo que crees. Si esto no te parece cierto, no lo creas. No te vamos a quemar vivo".

### Controversias
En el marco del movimiento Me Too en 2017, dos mujeres acusaron a Affleck de comportamiento inapropiado. La primera de ellas fue la actriz Hilarie Burton, quien declaró que el actor manoseó uno de sus senos durante una entrevista en vivo en el programa TRL Uncensored en 2003. Al respecto, Affleck se manifestó a través de Twitter diciendo que se había comportado de manera inapropiada y pidió disculpas a Burton por lo acontecido. Luego de ello, la maquillista Annamarie Tendler también reveló que el actor agarró una de sus nalgas sin consentimiento durante la ceremonia de 2014 de los Golden Globe Awards y jamás se disculpó por lo ocurrido.
A raíz de los casos de abuso sexual contra Harvey Weinstein, Affleck aseguró que donaría todas las ganancias obtenidas por sus películas producidas por Weinstein a víctimas de abuso sexual y mencionó que no tenía idea del comportamiento del productor. Más tarde, la actriz Rose McGowan desmintió tales declaraciones diciendo que durante el Festival de Cine de Sundance de 1997, se reunió con Affleck en un hotel donde le dijo que Weinstein se había comportado inadecuadamente. En respuesta, Affleck dijo que tal reunión nunca ocurrió y reiteró que no estaba al tanto de la situación. En una entrevista en 2019, el actor explicó que cada víctima de abuso sexual tenía el derecho de contar su historia y que creía en las declaraciones de McGowan sobre Weinstein. Posteriormente, en 2020, McGowan ofreció una entrevista donde aclaró que no estaba culpando a Affleck de ninguna manera por lo acontecido, sino que quería probar que todos en la industria sabían sobre la situación y no hacían nada al respecto.

## Filmografía
| Año  | Título                             | Personaje                   | Notas                                   |
| ---- | ---------------------------------- | --------------------------- | --------------------------------------- |
| 1981 | The Dark End of the Street         | Tommy                       |                                         |
| 1989 | Field of Dreams                    | Admirador en el Fenway Park | No acreditado                           |
| 1992 | Buffy the Vampire Slayer           | Jugador de baloncesto       | No acreditado                           |
| 1992 | School Ties                        | Chesty Smith                |                                         |
| 1993 | Dazed and Confused                 | Fred O'Bannion              |                                         |
| 1993 | I Killed My Lesbian Wife           | —                           | Cortometraje, director                  |
| 1995 | Glory Daze                         | Jack                        |                                         |
| 1995 | Mallrats                           | Shannon                     |                                         |
| 1997 | Chasing Amy                        | Holden McNeil               |                                         |
| 1997 | Going All the Way                  | Tom «Gunner» Casselman      |                                         |
| 1997 | Good Will Hunting                  | Chuckie Sullivan            | También guionista                       |
| 1998 | Armageddon                         | A.J. Frost                  |                                         |
| 1998 | Phantoms                           | Sheriff Bryce Hammond       |                                         |
| 1998 | Shakespeare in Love                | Ned Alleyn                  |                                         |
| 1999 | 200 Cigarettes                     | Barman                      |                                         |
| 1999 | Dogma                              | Bartleby                    |                                         |
| 1999 | Forces of Nature                   | Ben Holmes                  |                                         |
| 2000 | Boiler Room                        | Jim Young                   |                                         |
| 2000 | Bounce                             | Buddy Amaral                |                                         |
| 2000 | Joseph: King of Dreams             | José                        | Voz                                     |
| 2000 | Reindeer Games                     | Rudy Duncan                 |                                         |
| 2001 | Daddy and Them                     | Lawrence Bowen              |                                         |
| 2001 | Jay and Silent Bob Strike Back     | Holden McNeil / Él mismo    |                                         |
| 2001 | Pearl Harbor                       | Capitán Rafe McCawley       |                                         |
| 2002 | Changing Lanes                     | Gavin Banek                 |                                         |
| 2002 | Speakeasy                          | —                           | Productor                               |
| 2002 | Stolen Summer                      | —                           | Productor                               |
| 2002 | The Sum of All Fears               | Jack Ryan                   |                                         |
| 2002 | The Third Wheel                    | Michael                     | También productor ejecutivo             |
| 2003 | The Battle of Shaker Heights       | —                           | Productor ejecutivo                     |
| 2003 | Daredevil                          | Matt Murdock / Daredevil    |                                         |
| 2003 | Gigli                              | Larry Gigli                 |                                         |
| 2003 | Paycheck                           | Michael Jennings            |                                         |
| 2004 | Jersey Girl                        | Ollie Trinke                |                                         |
| 2004 | Surviving Christmas                | Drew Latham                 |                                         |
| 2005 | Elektra                            | Matt Murdock / Daredevil    | Solo versión de director                |
| 2005 | Feast                              | —                           | Productor ejecutivo                     |
| 2006 | Clerks II                          | Chico sorprendido           | Cameo                                   |
| 2006 | Hollywoodland                      | George Reeves               |                                         |
| 2006 | Man About Town                     | Jack Giamoro                |                                         |
| 2006 | Smokin' Aces                       | Jack Dupree                 |                                         |
| 2007 | Gone Baby Gone                     | —                           | Director y guionista                    |
| 2008 | Gimme Shelter                      | —                           | Cortometraje, director                  |
| 2009 | Extract                            | Dean                        |                                         |
| 2009 | He's Just Not That Into You        | Neil                        |                                         |
| 2009 | State of Play                      | Stephen Collins             |                                         |
| 2010 | The Town                           | Doug MacRay                 | También director                        |
| 2011 | The Company Men                    | Bobby Walker                |                                         |
| 2012 | Argo                               | Tony Mendez                 | También director y productor            |
| 2012 | To the Wonder                      | Neil                        |                                         |
| 2013 | Runner Runner                      | Ivan Block                  |                                         |
| 2014 | Gone Girl                          | Nick Dunne                  |                                         |
| 2016 | Batman v Superman: Dawn of Justice | Bruce Wayne / Batman        |                                         |
| 2016 | Suicide Squad                      | Bruce Wayne / Batman        | Cameo                                   |
| 2016 | The Accountant                     | Chris                       |                                         |
| 2016 | Live by Night                      | Joe Coughlin                | También director, guionista y productor |
| 2017 | Bending the Arc                    | —                           | Productor ejecutivo                     |
| 2017 | Justice League                     | Bruce Wayne / Batman        | También productor ejecutivo             |
| 2019 | Triple Frontier                    | Tom «Redfly» Davis          |                                         |
| 2019 | Jay and Silent Bob Reboot          | Holden McNeil               | Cameo                                   |
| 2020 | The Last Thing He Wanted           | Treat Morrison              |                                         |
| 2020 | The Way Back                       | Jack Cunningham             |                                         |
| 2021 | Zack Snyder's Justice League       | Bruce Wayne / Batman        | También productor ejecutivo             |
| 2021 | The Last Duel                      | Pedro II de Alençon         |                                         |
| 2022 | The Tender Bar                     | Uncle Charlie               |                                         |
| 2022 | Deep Water                         | Vic Van Allen               |                                         |
| 2023 | Air                                | Phil Knight                 | También director                        |
| 2023 | The Flash                          | Bruce Wayne / Batman        |                                         |
| 2023 | Hypnotic                           | Danny Rourke                |                                         |
| 2024 | The Instigators                    | -                           | Solo productor                          |

| Año           | Título                          | Personaje          | Notas                                               |
| ------------- | ------------------------------- | ------------------ | --------------------------------------------------- |
| 1984          | The Voyage of the Mimi          | C.T. Granville     | 6 episodios                                         |
| 1986          | ABC Afterschool Special         | Danny Coleman      | Episodio «Wanted: The Perfect Guy»                  |
| 1987          | Hands of a Stranger             | Billy Hearn        | Telefilme                                           |
| 1988          | The Second Voyage of the Mimi   | C.T. Granville     | 12 episodios                                        |
| 1991          | Daddy                           | Ben Watson         | Telefilme                                           |
| 1993          | The Torkelsons                  | Kevin Johnson      | Episodio «Is That All There Is?»                    |
| 1993          | Against the Grain               | Joe Willie Clemons | 8 episodios                                         |
| 1994          | Lifestories: Families in Crisis | Aaron Henry        | Episodio «A Body to Die For: The Aaron Henry Story» |
| 2000–13       | Saturday Night Live             | Él mismo           | 7 episodios                                         |
| 2001-05, 2015 | Project Greenlight              | Él mismo           | Productor ejecutivo                                 |
| 2002          | Push, Nevada                    | —                  | Productor ejecutivo y guionista                     |
| 2009          | Reporter                        | —                  | Productor ejecutivo                                 |
| 2009          | Curb Your Enthusiasm            | Comprador          | Episodio «Officer Krupke»                           |
| 2015          | The Leisure Class               | —                  | Telefilme, productor ejecutivo                      |
| 2016          | The Runner                      | —                  | Productor ejecutivo                                 |
| 2016          | Incorporated                    | —                  | Productor ejecutivo                                 |
| 2019          | City on a Hill                  | —                  | Productor ejecutivo                                 |

## Premios y nominaciones
| Año  | Premiación               | Categoría                                         | Nominado por                       | Resultado | Ref.    |
| ---- | ------------------------ | ------------------------------------------------- | ---------------------------------- | --------- | ------- |
| 1995 | Premios Daytime Emmy     | Mejor Actor en un Especial para Niños             | Lifestories: Families in Crisis    | Nominado  | [ 36 ]  |
| 1997 | Critics' Choice Awards   | Mejor Guion Original                              | Good Will Hunting                  | Ganador   | [ 42 ]  |
| 1997 | MTV Movie Awards         | Mejor dúo en pantalla (con Matt Damon)            | Good Will Hunting                  | Nominado  | [ 305 ] |
| 1997 | SAG Awards               | Mejor Reparto                                     | Good Will Hunting                  | Nominado  | [ 306 ] |
| 1997 | National Board of Review | Mérito en Guion                                   | Good Will Hunting                  | Ganador   | [ 307 ] |
| 1997 | Satellite Awards         | Mejor Guion Original                              | Good Will Hunting                  | Ganador   | [ 43 ]  |
| 1997 | WGA Awards               | Mejor Guion Original                              | Good Will Hunting                  | Nominado  | [ 308 ] |
| 1998 | Golden Globe Awards      | Mejor Guion                                       | Good Will Hunting                  | Ganador   | [ 44 ]  |
| 1998 | Premios Óscar            | Mejor Guion Original                              | Good Will Hunting                  | Ganador   | [ 41 ]  |
| 1998 | SAG Awards               | Mejor Reparto                                     | Shakespeare in Love                | Ganador   | [ 309 ] |
| 1998 | MTV Movie Awards         | Mejor Actor                                       | Armageddon                         | Nominado  | [ 310 ] |
| 1998 | MTV Movie Awards         | Mejor Dúo en Pantalla (con Liv Tyler)             | Armageddon                         | Nominado  | [ 310 ] |
| 1998 | Golden Raspberry Awards  | Peor Pareja (con Liv Tyler)                       | Armageddon                         | Nominado  | [ 311 ] |
| 1998 | Premios Saturn           | Mejor Actor de Reparto                            | Armageddon                         | Nominado  | [ 312 ] |
| 1999 | Teen Choice Awards       | Mejor Actor de Cine                               | Armageddon                         | Nominado  | [ 313 ] |
| 2000 | Kids' Choice Awards      | Pareja de Cine Favorita (con Sandra Bullock)      | Forces of Nature                   | Nominado  |         |
| 2000 | MTV Movie Awards         | Mejor Beso (con Gwyneth Paltrow)                  | Bounce                             | Nominado  | [ 65 ]  |
| 2000 | Teen Choice Awards       | Mejor Actor de Cine                               | Reindeer Games                     | Nominado  | [ 64 ]  |
| 2000 | Teen Choice Awards       | Mejor Antihéroe de Cine                           | Boiler Room                        | Nominado  | [ 64 ]  |
| 2001 | Golden Raspberry Awards  | Peor Actor                                        | Pearl Harbor                       | Nominado  | [ 69 ]  |
| 2001 | Golden Raspberry Awards  | Peor Pareja (con Kate Beckinsale o Josh Hartnett) | Pearl Harbor                       | Nominado  | [ 69 ]  |
| 2001 | Teen Choice Awards       | Mejor Actor de Cine                               | Pearl Harbor                       | Ganador   | [ 314 ] |
| 2001 | Teen Choice Awards       | Mejor Química en Película (con Kate Beckinsale)   | Pearl Harbor                       | Nominado  | [ 314 ] |
| 2002 | Teen Choice Awards       | Mejor Actor de Cine de Acción/Drama               | Changing Lanes                     | Nominado  | [ 315 ] |
| 2002 | Premios Primetime Emmy   | Mejor Reality                                     | Project Greenlight                 | Nominado  | [ 66 ]  |
| 2003 | MTV Movie Awards         | Mejor Beso (con Jennifer Garner)                  | Daredevil                          | Nominado  | [ 316 ] |
| 2003 | Teen Choice Awards       | Mejor Actor de Cine de Acción/Drama               | Daredevil                          | Nominado  | [ 317 ] |
| 2003 | Teen Choice Awards       | Mejor Química en Película (con Jennifer Garner)   | Daredevil                          | Nominado  | [ 317 ] |
| 2003 | Golden Raspberry Awards  | Peor Pareja (con Jennifer Lopez)                  | Gigli                              | Ganador   | [ 88 ]  |
| 2003 | Golden Raspberry Awards  | Peor Actor                                        | Gigli                              | Ganador   | [ 88 ]  |
| 2004 | Golden Raspberry Awards  | Peor Actor                                        | Jersey Girl                        | Nominado  | [ 94 ]  |
| 2004 | Golden Raspberry Awards  | Peor Pareja (con Jennifer Lopez o Liv Tyler)      | Jersey Girl                        | Nominado  | [ 94 ]  |
| 2004 | Premios Primetime Emmy   | Mejor Reality                                     | Project Greenlight                 | Nominado  | [ 66 ]  |
| 2005 | Premios Primetime Emmy   | Mejor Reality                                     | Project Greenlight                 | Nominado  | [ 66 ]  |
| 2007 | Critics' Choice Awards   | Mejor Actor de Reparto                            | Hollywoodland                      | Nominado  | [ 101 ] |
| 2007 | Saturn Awards            | Mejor Actor de Reparto                            | Hollywoodland                      | Ganador   | [ 100 ] |
| 2007 | Golden Globe Awards      | Mejor Actor de Reparto                            | Hollywoodland                      | Nominado  | [ 44 ]  |
| 2007 | National Board of Review | Mejor Director Debut                              | Gone Baby Gone                     | Ganador   | [ 107 ] |
| 2009 | Golden Raspberry Awards  | Peor Acto de la Década                            | Daredevil, Gigli, Pearl Harbor     | Nominado  | [ 318 ] |
| 2010 | National Board of Review | Mejor Reparto                                     | The Town                           | Ganador   | [ 319 ] |
| 2010 | Satellite Awards         | Mejor Director                                    | The Town                           | Nominado  | [ 320 ] |
| 2010 | Satellite Awards         | Mejor Guion Adaptado                              | The Town                           | Nominado  | [ 320 ] |
| 2011 | Critics' Choice Awards   | Mejor Reparto                                     | The Town                           | Nominado  | [ 321 ] |
| 2011 | Critics' Choice Awards   | Mejor Guion Adaptado                              | The Town                           | Nominado  | [ 321 ] |
| 2011 | WGA Awards               | Mejor Guion Adaptado                              | The Town                           | Nominado  | [ 322 ] |
| 2012 | AACTA Awards             | Mejor Película                                    | Argo                               | Nominado  | [ 323 ] |
| 2012 | AACTA Awards             | Mejor Director                                    | Argo                               | Nominado  | [ 323 ] |
| 2012 | César Awards             | Mejor Película Extranjera                         | Argo                               | Ganador   | [ 120 ] |
| 2012 | Critics' Choice Awards   | Mejor Película                                    | Argo                               | Ganador   | [ 324 ] |
| 2012 | Critics' Choice Awards   | Mejor Director                                    | Argo                               | Ganador   | [ 324 ] |
| 2012 | Critics' Choice Awards   | Mejor Reparto                                     | Argo                               | Nominado  | [ 324 ] |
| 2012 | DGA Awards               | Mejor Dirección                                   | Argo                               | Ganador   | [ 119 ] |
| 2012 | MTV Movie Awards         | Mejor Actor                                       | Argo                               | Nominado  | [ 325 ] |
| 2012 | National Board of Review | Mérito en Dirección                               | Argo                               | Ganador   | [ 326 ] |
| 2012 | PGA Awards               | Mejor Película                                    | Argo                               | Ganador   | [ 118 ] |
| 2012 | SAG Awards               | Mejor Reparto                                     | Argo                               | Ganador   | [ 327 ] |
| 2012 | Satellite Awards         | Mejor Película                                    | Argo                               | Nominado  | [ 328 ] |
| 2012 | Satellite Awards         | Mejor Director                                    | Argo                               | Nominado  | [ 328 ] |
| 2013 | BAFTA Awards             | Mejor Película                                    | Argo                               | Ganador   | [ 117 ] |
| 2013 | BAFTA Awards             | Mejor Director                                    | Argo                               | Ganador   | [ 117 ] |
| 2013 | BAFTA Awards             | Mejor Actor                                       | Argo                               | Nominado  | [ 117 ] |
| 2013 | Golden Globe Awards      | Mejor Película Dramática                          | Argo                               | Ganador   | [ 44 ]  |
| 2013 | Golden Globe Awards      | Mejor Director                                    | Argo                               | Ganador   | [ 44 ]  |
| 2013 | Premios Óscar            | Mejor Película                                    | Argo                               | Ganador   | [ 116 ] |
| 2013 | Teen Choice Awards       | Mejor Actor de Drama                              | Argo                               | Nominado  | [ 329 ] |
| 2014 | Golden Raspberry Awards  | Premio de la Redención                            | Gone Girl                          | Ganador   | [ 128 ] |
| 2014 | People's Choice Awards   | Actor de Película Dramática Favorito              | Gone Girl                          | Nominado  | [ 127 ] |
| 2016 | People's Choice Awards   | Actor de Película Dramática Favorito              | The Accountant                     | Nominado  | [ 330 ] |
| 2016 | Premios Primetime Emmy   | Mejor Reality No Estructurado                     | Project Greenlight                 | Nominado  | [ 66 ]  |
| 2016 | Golden Raspberry Awards  | Peor Actor                                        | Batman v Superman: Dawn of Justice | Nominado  | [ 131 ] |
| 2016 | Golden Raspberry Awards  | Peor Dúo en Pantalla (con Henry Cavill)           | Batman v Superman: Dawn of Justice | Ganador   | [ 131 ] |
| 2016 | Teen Choice Awards       | Mejor Actor de Cine de Ciencia Ficción/Fantasía   | Batman v Superman: Dawn of Justice | Nominado  | [ 331 ] |
| 2017 | Jupiter Awards           | Mejor Actor Internacional                         | Batman v Superman: Dawn of Justice | Nominado  | [ 332 ] |
| 2017 | Kids' Choice Awards      | Pateatraseros Favorito                            | Batman v Superman: Dawn of Justice | Nominado  | [ 333 ] |
| 2017 | Kids' Choice Awards      | Amienemigos Favoritos (con Henry Cavill)          | Batman v Superman: Dawn of Justice | Nominado  | [ 333 ] |
| 2017 | Kids' Choice Awards      | Actor de Cine Favorito                            | Batman v Superman: Dawn of Justice | Nominado  | [ 333 ] |
| 2018 | Kids' Choice Awards      | Actor de Cine Favorito                            | Justice League                     | Nominado  | [ 334 ] |
| 2018 | Jupiter Awards           | Mejor Actor Internacional                         | Justice League                     | Nominado  | [ 335 ] |
| 2020 | People's Choice Awards   | La Estrella de Cine Dramático de 2020             | The Way Back                       | Nominado  | [ 336 ] |
| 2021 | Critics' Choice Awards   | Mejor Actor                                       | The Way Back                       | Nominado  | [ 156 ] |